# Boulangisme
Boulangisme (fransk: le boulangisme, la boulange) er en politisk bevægelse, der opstod i Frankrig i 1880'erne omkring general Georges Ernest Jean Marie Boulanger, hvis program var revision af den franske republiks forfatning, der ifald den var blevet gennemført, helt ville have kuldkastet republikkens grundlag, idet fx præsidentembedet ville være blevet afskaffet og et etkammersystem indført; styret skulle legitimeres ved plebiscit (folkeafstemninger). Et andet hovedpunkt var en revancekrig mod Tyskland efter nederlaget i den fransk-tyske krig.
Bevægelsens tid blev meget kort, idet hovedmanden kort efter at være valgt i Nordfrankrig med massiv folkelig opbakning flygtede til Bruxelles. Han blev senere for senatet som rigsret anklaget for højforræderi og, efter påståede svindlerier, som han angiveligt skulle have begået under sin krigsministertid, var kommet frem, "in contumaciam" dømt til deportation.
Hans tilhængeres kamp for hans politik sivede med tiden ud i intet.